# 張德妃 (明憲宗)
莊懿德妃，亦稱為張德妃（1448年10月18日—1497年8月7日），江西臨江府清江縣人。南京府軍右衛軍籍張敬之女，錦衣衛中千戶所正千戶張俊之妹。明朝明憲宗朱見深之妃，生益端王朱祐槟、衡恭王朱祐楎與汝安王朱祐梈。

## 生平
綜合《憲廟莊懿德妃壙志》:34及《明實錄》等史料的記載，張德妃是江西臨江府清江縣人，父親為南京府軍右衛軍籍張敬，生母為高氏，兄長張俊為錦衣衛中千戶所正千戶。正統十三年九月二十一日（1448年10月18日）戌時，張氏出生。天順四年五月十二日（1460年5月31日），選入內庭，「自幼恪遵姆教，及事憲宗皇帝，夙夜勤慎，無少愆違」。成化十五年正月初四日（1479年1月26日），生憲宗第六子益端王朱祐檳。成化十五年閏十月二十五日（1479年12月8日），生憲宗第七子衡恭王朱祐楎。成化二十年九月二十日（1484年10月13日），生憲宗第十一子汝安王朱祐梈。成化二十三年七月二十七日（1487年8月15日），以英國公張懋為正使，吏部尚書萬安為副使，持節冊封宸妃邵氏為貴妃，張氏為德妃，郭氏（永康公主生母）為惠妃，章氏（德清公主生母）為麗妃，姚氏（壽定王朱祐榰生母）為安妃，王氏（早夭皇子生母）為敬妃，唐氏為榮妃，楊氏（涇簡王朱祐橓、申懿王朱祐楷生母）為恭妃，潘氏（榮莊王朱祐樞生母）為端妃，岳氏（仙游公主生母）為靜妃。弘治十年七月初十日（1497年8月7日）未時，張德妃薨逝。明孝宗朱祐樘輟朝三日，命祭葬諸禮儀依照順妃王氏之例辦理，並且賜二字謚號「莊懿」，稱張氏為莊懿德妃。同年九月初四日，正式安葬張氏於金山。正德三年（1508年）六月初三日，益王朱祐槟向明武宗請求每年自行派遣人員前往金山口祭掃其生母張德妃的墓地，禮部認為此舉不符合舊有制度。明武宗表示「遣官祭母，王之誠孝至矣，但朝廷歲時自有祭祀，其已之。」。
崇禎年間太常寺所輯的《太常續考》稱張德妃與其他十二位妃俱葬金山口，合葬於同一墓。1963年，考古發掘鑲紅旗營妃嬪墓，七位明憲宗妃的墓葬均已被盜，棺槨破碎，屍骨失散。張德妃有墓誌出土，可證其葬於此處:431。